# L'Œil du loup (film)
Pour le livre original, voir L'Œil du loup.
Ne doit pas être confondu avec L'Œil du loup (film, 2020).
Pour plus de détails, voir Fiche technique et Distribution.
L'Œil du loup est un court métrage d'animation réalisé pour la télévision par Hoël Caouissin en 1998, sur un scénario de René Laloux et des dessins de Max Chabanes. C'est une adaptation pour la télévision du roman éponyme de Daniel Pennac, paru en 1984.

## Synopsis
Un loup borgne tourne dans sa cage dans un zoo en hiver. Un jeune garçon, intrigué, vient tous les jours l'observer en silence. Le loup finit par répondre à ce regard, et un dialogue muet se noue entre les deux personnages. Dans l'œil du loup se lit l'histoire de sa jeunesse : Loup-bleu a grandi auprès de sa mère Flamme noire, de ses frères les Rouquins et de sa sœur Paillette, une louve au pelage doré, que le loup sauve de la captivité en tombant à sa place dans un piège où il laisse un œil. Loup-bleu connaît alors la captivité dans plusieurs zoos, où il rencontre une louve, Perdrix.
L'œil de l'enfant reflète à son tour son histoire : il s'appelle Afrique, et a perdu sa mère encore enfant au cours d'une nuit de fusillade où elle l'a confié in extremis au marchand Toa et à son dromadaire Casseroles. Afrique parcourt tour à tour l'Afrique jaune, puis l'Afrique grise, où Toa le vend au Roi des Chèvres, pour le compte duquel il devient berger ; il rencontre Guépard et Hyène, et tente de les apprivoiser, mais semble être trahi par eux, et se retrouve enfin dans l'Afrique verte, où il rencontre Mama (M'ma) et Papa (P'pa) Bia, qui l'adoptent. Chassée par la déforestation, la famille doit s'exiler vers l'Europe et s'installer en ville, où Papa Bia devient gardien dans un zoo. Afrique y retrouve ses anciens amis animaux, et y fait la connaissance du loup. L'œil du loup est guéri depuis longtemps, mais il refuse de le rouvrir, convaincu que le monde ne vaut pas la peine qu'on le regarde avec les deux yeux ; mais l'enfant finit par le convaincre du contraire.

## Fiche technique
- Titre : L'Œil du loup
- Réalisation : Hoël Caouissin
- Scénario : Hoël Caouissin et René Laloux, d'après le roman de Daniel Pennac L'Œil du loup
- Montage : Nathalie Lamoureaux
- Musique : Anthony Rozankovic
- Son : Sylvain Bourgault
- Composition digitale : Geneviève Labelle
- Modèles de couleur : Jean-Pierre Riverin
- Sociétés de production : CinéGroupe, Les Films de l'Arlequin
- Date de sortie : 1998
- Pays :  France
- Langue : français
- Durée : 26 minutes

## Production
Le projet est lancé par René Laloux, qui écrit un scénario d'après le roman de Pennac et contacte le dessinateur Max Chabanes pour travailler sur les graphismes. Mais le projet rencontre, une nouvelle fois, des problèmes de financement, et le film, prévu à l'origine sous la forme d'un long métrage, doit être ramené à un format beaucoup plus court d'une demi-heure. Laloux, ne supportant pas de devoir remanier encore une fois son projet, le confie à Hoël Caouissin. Celui-ci se charge d'adapter le scénario à un format de 26 minutes, et travaille avec Max Chabanes afin de réaliser des dessins dans un style plus simple, plus approprié aux contraintes techniques de l'animation.